# イスクシュバーン
イスクシュバーン (Iskushuban, Scusciuban, Isku-Shuban, Isskushuban, ソマリ語: Iskushubaan) はソマリアのプントランドのバリ地区にある町。ナツメヤシの栽培が盛ん。郊外を含めた領域はイスクシュバーン地区と呼ばれる。

## 人口動態
国際連合開発計画の2005年の調査によると、イスクシュバーン都市部の人口は8508人、郊外を含めたイスクシュバーン地区全体の人口は45,027人。

## 教育
プントランド教育省の2012年の資料によると、イスクシュバーン地区には8つの小学校がある。

## 歴史
イスクシュバーンは1895年にイタリアで書かれたヒキガエルの分布調査の論文の中で「Scusciuban」の名で掲載されている。
イスクシュバーンは1951年にイギリスで出版されたイギリス領ソマリランドに関する書籍にも「Isskushuban」として掲載されている。

### 最近の歴史
2014年8月、イスクシュバーンで、プントランド軍の兵士が銃殺される事件が発生した。この兵士は地元の長老Cumar Gees-dirirに招待されていた。
2015年9月、イスクシュバーンで数十の農場を巻き込む大規模な火災が発生した。
2017年3月、イスクシュバーン地区周辺が旱魃となった。この旱魃を機会に、イスクシュバーン市長は毎年の旱魃予防策として、5月からの3か月間、公用牧草地の閉鎖を行うことになった。
2019年4月、イスクシュバーン地区のXiriiro村で、ISISのソマリア支部であるKooxda Daacishの副司令官Cabdixakiin Dhoqobが、車で移動中、ソマリア軍とアメリカ軍の共同作戦により爆撃で殺害された。
2020年10月、イスクシュバーン地区で外部から来た炭鉱労働者が自生するMimusops angel（アカテツ科の樹木）を伐採する事件があった。伐採された木の中には樹齢300年のものも含まれていた。
2020年11月、イスクシュバーン地区はソマリアでサイクロン・ガティの被害が最も大きく、6万人が直接の被害を受けた。
2020年12月、イスクシュバーン議会の改選が行われ、27人の議員が任命された。最大氏族はCismaan Maxamuudの11名、2番目はCali Saleebaanの7名、3番目はUgaar Saleebaanの3名となった。
2021年1月、イスクシュバーン近郊で氏族紛争が発生した。その原因は、一方の氏族が井戸を掘ったことにあると見られる。（ソマリ人にとって、土地に恒久設備を作ることは、その土地の所有権を主張しているとみなされることがある。）プントランド政府は争いを調停するため、バリ地域副知事に調停会議の組織を命じた。プントランド政府は、土地の違法な私有化が原因とみている。2月、プントランド政府の複数の政府長官が出席する和平会議で、争っていたCismaan Maxamuud氏族とUgaas Saleebaan氏族が和解の予備合意に達した。

## 政治家
- 市長
  - Maxamuud Ismaaciil Ciise - 2015[2], 2017[7], 2021[14]
- 副市長
  - Axmed jaamac aadan - 2017[17]

## 自然・施設
イスクシュバーンには川（ワジ）の途中で水がたまった湖があり、アイシャ・ダーマード（Isha dhalmado,  Ishii dhalmado）と呼ばれる公園になっている。

## 画像

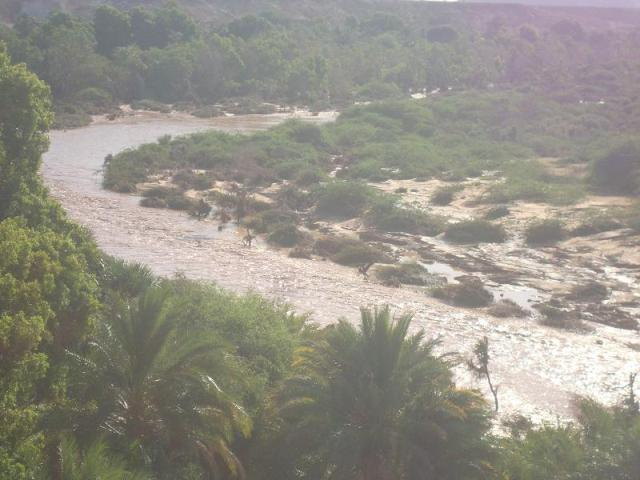
イスクシュバーン湖（川）遠景
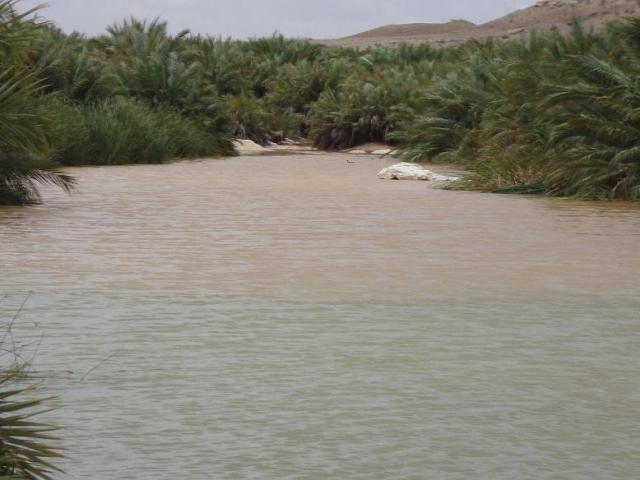
イスクシュバーン湖
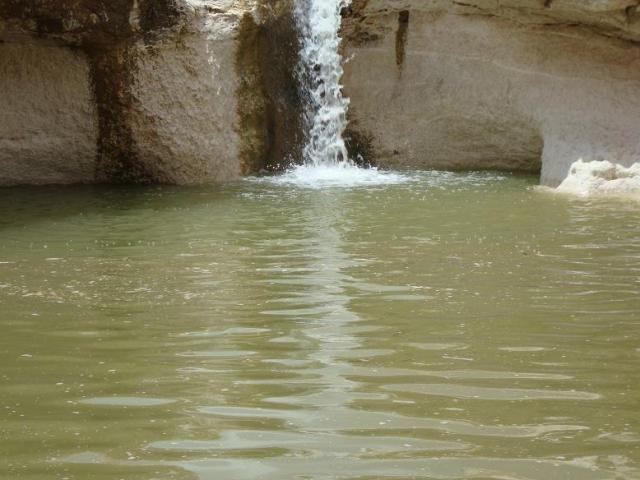
イスクシュバーン湖の滝